# Uetersen
Uetersen (IPA: [ˈyːtɐzən]) kisváros Észak-Németországban, Schleswig-Holstein tartományban.

## Fekvése
Hamburgtól északnyugatra fekvő település.

## Története
A település és környéke a fennmaradt régészeti emlékek szerint már a vaskor előtt is lakott volt. Később, a római időkből származó leletek is napvilágra kerültek itt.
Nevéről az első bizonyított írásos feljegyzés 1234-ből való, a Barmstede lovagok adományozó okleveléből, Utersten néven. A 13. században cisztercita zárdát alapítottak itt, mely a reformáció után hölgyek számára nemesi alapítvánnyá alakult. Az egykori zárda vöröstégla barokk temploma 1748-ból való, berendezése művészettörténeti érték.A város a Harmincéves háború alatt fontos erőd és kikötő volt.
Uetersen, az Elbától kissé távolabb fekvő települést a Rózsák városa néven is emlegetik. Rozáriumában 900 fajta virágzik.

## Nevezetességek
- Klosterkirche
- Kloster Uetersen
- Stadt- und Heimatgeschichtliche Museum
- Langes Tannen
- Cäcilie Bleeker Park

## Galéria

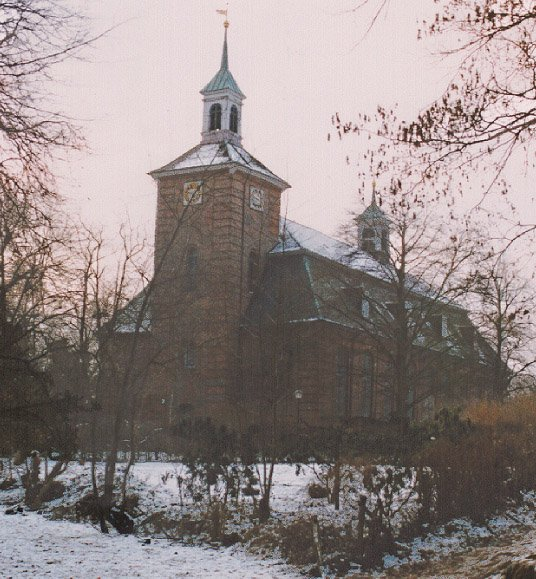
Kolostortemplom (Klosterkirche)
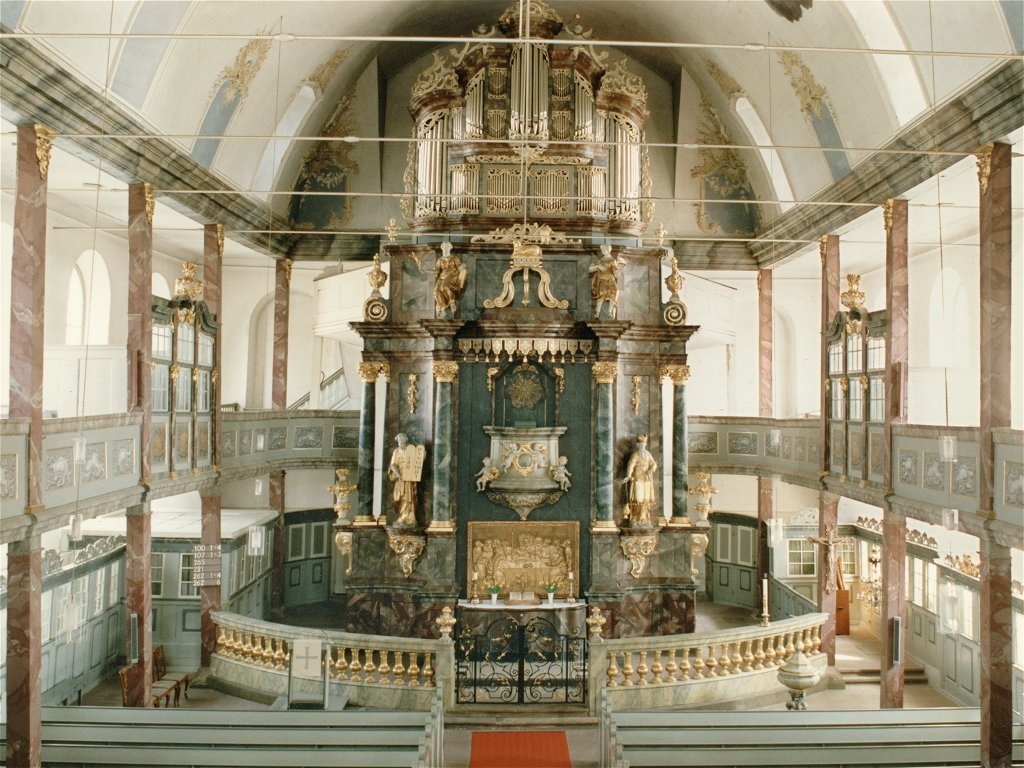
Klosterkirche
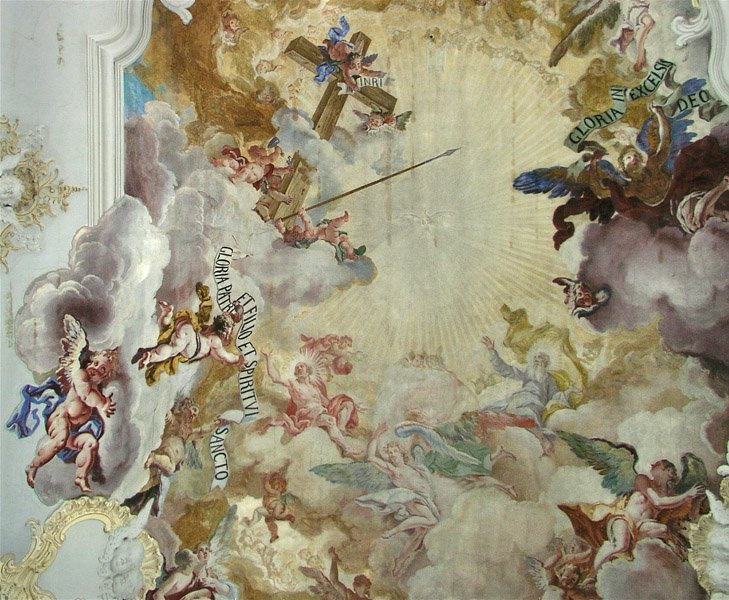
Klosterkirche, freskó
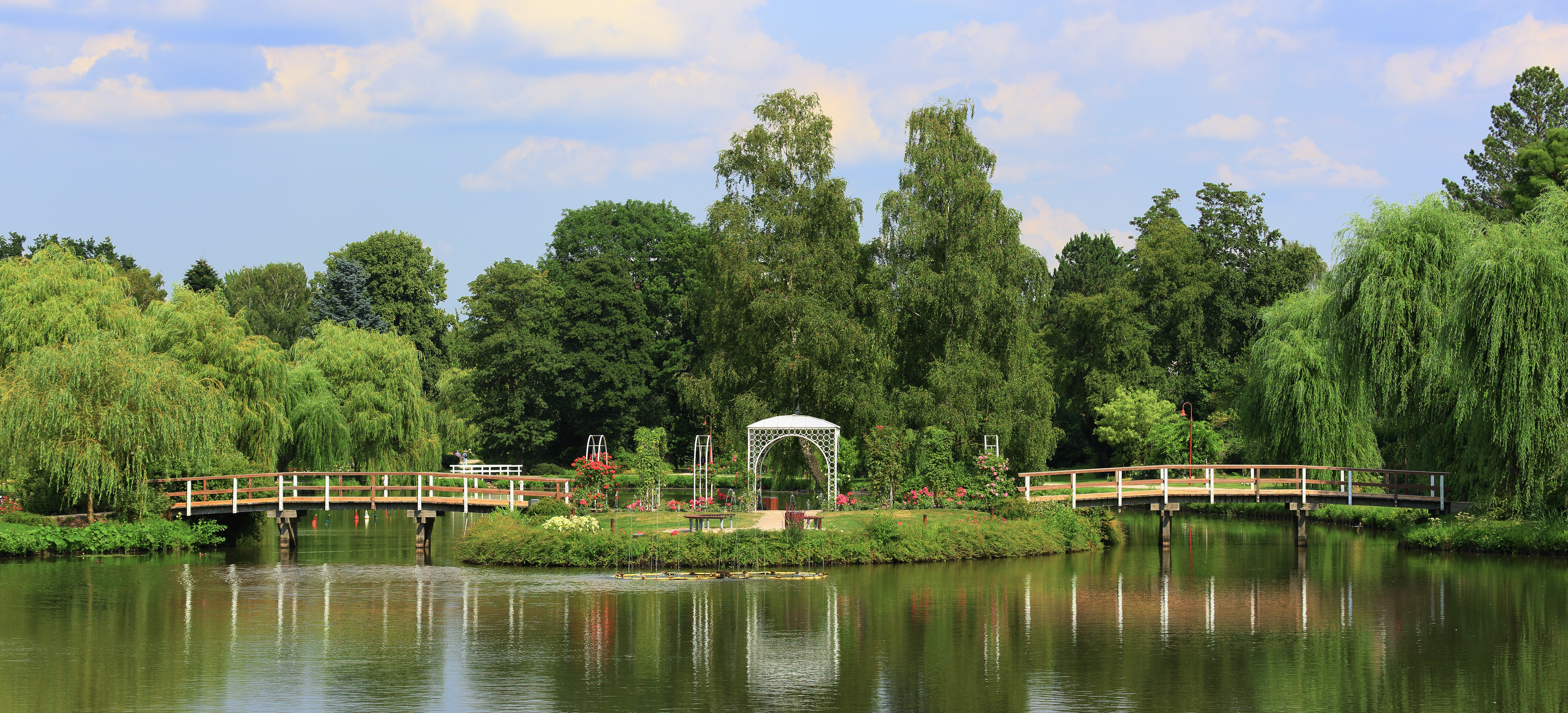
A Rozárium látképe
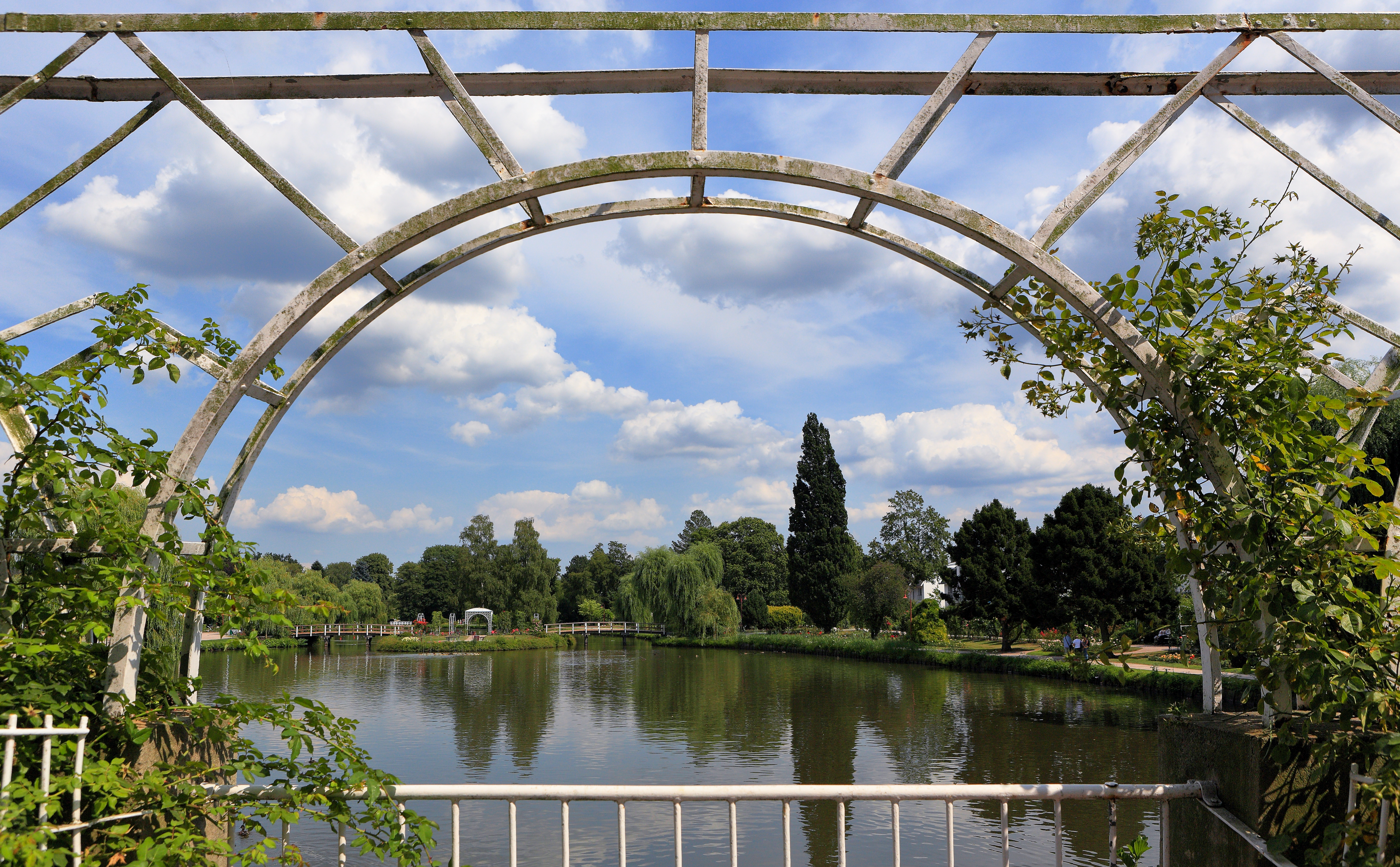
Rozárium, részlet
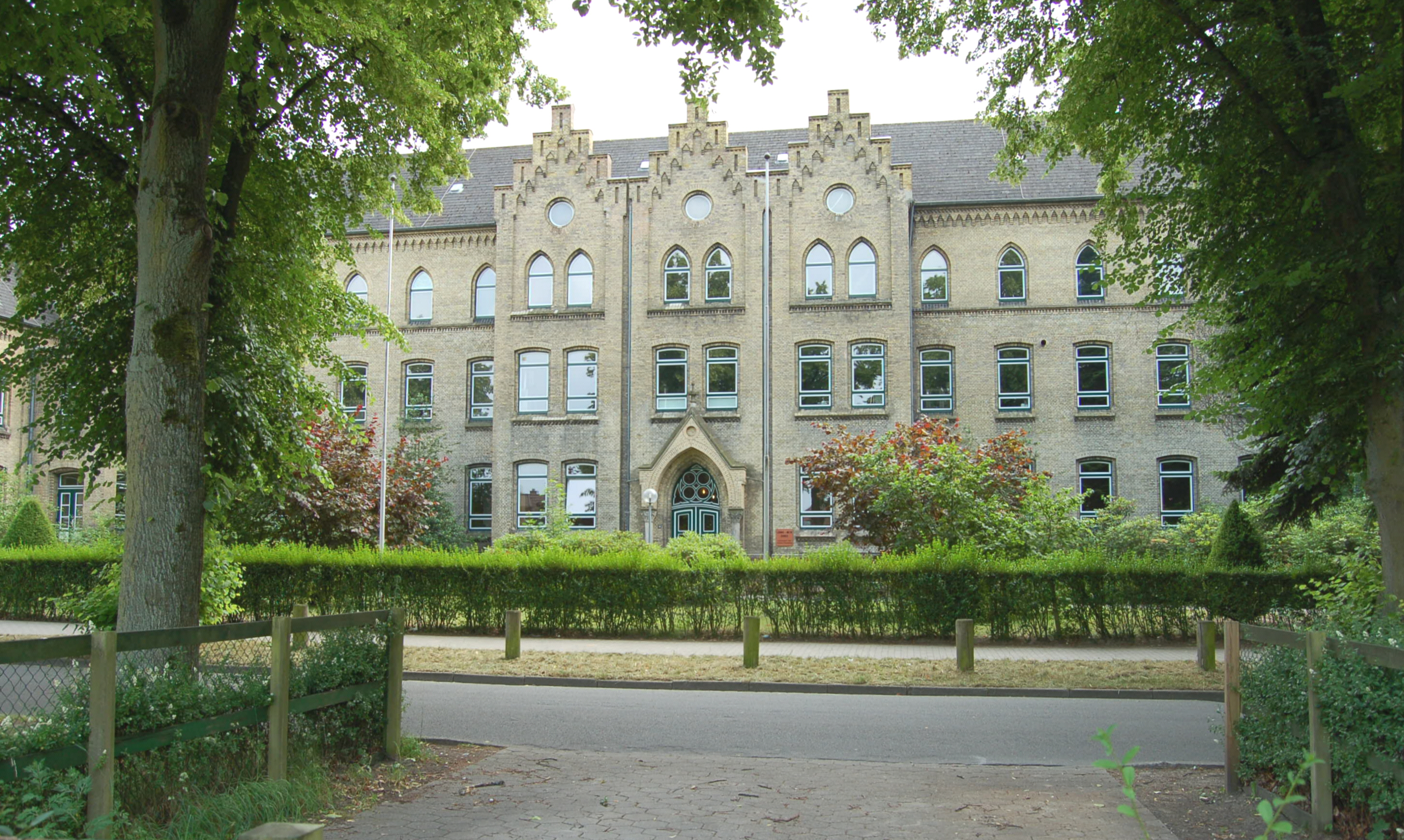
Gimnázium
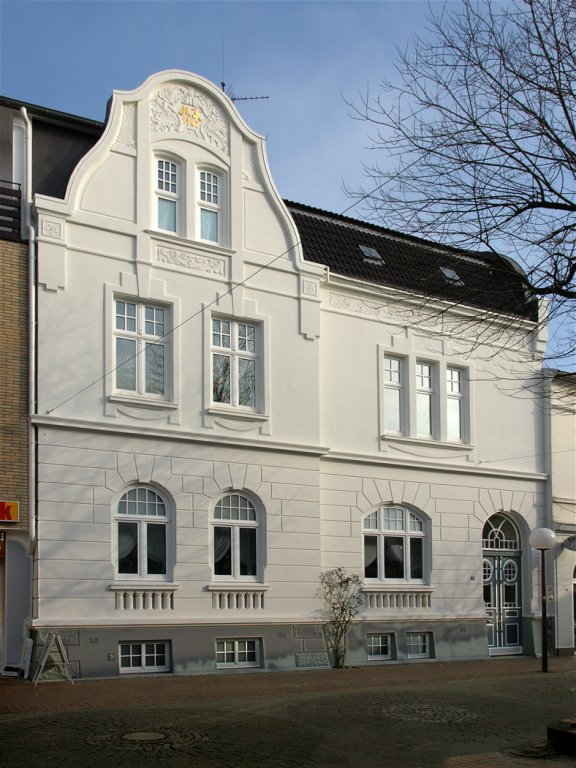
Stadthaus

### Polgármesterek
| Év        | Name                       |
| --------- | -------------------------- |
| 1870-1900 | Ernst-Heinrich Meßtorff    |
| 1900-1914 | Heinrich Muuß              |
| 1914-1918 | Ernst Ladewig Meyn         |
| 1918-1930 | Jakob Christians           |
| 1930-1933 | Heinrich Wellenbring (SPD) |
| 1933      | Ferdinand Bauth            |
| 1933-1945 | Hermann Dölling (NSDAP)    |
| 1945      | Heinrich Stühmeyer         |

| Év          | Name                     |
| ----------- | ------------------------ |
| 1945-1956   | Heinrich Wilkens (SPD)   |
| 1956-1964   | Dr. Jürgen Frenzel (SPD) |
| 1964-1988   | Waldemar Dudda (SPD)     |
| 1988-1994   | Wolfgang Bromma (SPD)    |
| 1994-2003   | Karl Gustav Tewes        |
| 2003 - 2009 | Wolfgang Wiech           |
| 2009 -      | Andrea Hansen (SPD)      |

## Partnervárosok
Uetersen a következő városokkkal ápol partnervárosi kapcsolatot:
- Németország Wittstock/Dosse, 1990